# Placosternus difficilis
Placosternus difficilis là một loài bọ cánh cứng trong họ Cerambycidae.